# Selbitz (Speichersdorf)
Selbitz ist ein Gemeindeteil der Gemeinde Speichersdorf im Landkreis Bayreuth (Oberfranken, Bayern). Selbitz liegt in der Gemarkung Plössen.

## Lage
Das Dorf am Altholzgraben, einem rechten Zufluss des Flernitzbachs, und ist unmittelbar von Acker- und Grünland umgeben. Eine Gemeindeverbindungsstraße führt zur Staatsstraße 2184 bei Speichersdorf (0,5 km nordöstlich) bzw. nach Sorg (0,8 km südlich).

## Geschichte
Die Fraisch über Selbitz wurde sowohl von Brandenburg-Kulmbach als auch von Pfalz-Neuburg beansprucht. Mit einem Schiedsvertrag von 1536 kam u. a. Selbitz endgültig an Pfalz-Neuburg. Die Dorf- und Gemeindeherrschaft sowie die Grundherrschaft standen dem Rittergut Guttenthau zu. 1792 gab es in Selbitz sieben Untertanen auf fünf Anwesen (1 zu 2⁄3 Hoffuß, 1 zu 1⁄2, 1 zu 1⁄3 und 2 je 1⁄4) und einem Gemeindehirtenhäusel.
Mit dem Gemeindeedikt wurde Selbitz dem 1808 gebildeten Steuerdistrikt Plössen zugewiesen. Selbitz war kurzzeitig eine mittelbare Ruralgemeinde, die in der freiwilligen Gerichtsbarkeit dem Patrimonialgericht Guttenthau unterstand, kam dann aber zur unmittelbaren Ruralgemeinde Plössen. Im Zuge der Gebietsreform in Bayern wurde Selbitz am 1. Januar 1972 nach Speichersdorf eingemeindet.

## Baudenkmäler
- Kruzifix[11]